# ليلي ليدبتر
ليلي لين ماكدانيل ليدبتر (14 أبريل 1938 - 12 أكتوبر 2024) ناشطة حقوقية أمريكية والمدعية في قضية المحكمة العليا للولايات المتحدة ليدبتر ضد شركة جوديير للإطارات والمطاط، بدعوى التمييز في العمل. بعد عامين من قرار المحكمة العليا بأن الباب السابع من قانون الحقوق المدنية لعام 1964 لا يسمح بمقاضاة أصحاب العمل بتهمة التمييز في الأجور بعد أكثر من 180 يومًا من أول راتب للموظف، أقر الكونغرس الأمريكي قانون الأجر العادل باسمها لمعالجة هذه المشكلة، قانون ليلي ليدبتر للأجور العادلة لعام 2009. بعد ذلك أصبحت ناشطة في مجال المساواة بين الجنسين ومتحدثة عامة ومؤلفة. في عام 2011، تم إدخال ليدبيتر إلى قاعة المشاهير الوطنية للنساء.

## نشأتها
ولدت ليدبيتر باسم ليلي لين ماكدانييل في بوسوم تروت، ألاباما، في 14 أبريل 1938، ونشأت في جاكسونفيل، ألاباما القريبة. تخرجت من مدرسة جاكسونفيل الثانوية عام 1956. كان والدها جيه سي ماكدانييل ميكانيكيًا في مستودع أنيستون للجيش. بعد تخرجها من المدرسة الثانوية، تزوجت ليلي ماكدانييل من تشارلز ليدبيتر وأنجبت طفلين، فيكي وفيليب. ظلت متزوجة حتى وفاة تشارلز في ديسمبر 2008. عملت ليدبيتر في جامعة جاكسونفيل الحكومية في جاكسونفيل، ألاباما، كمساعدة مدير للمساعدات المالية.
في 12 أكتوبر 2024، توفيت ليدبيتر بسبب فشل الجهاز التنفسي في مستشفى في برمنغهام، ألاباما، عن عمر يناهز 86 عامًا.